# Vitamina D5
La vitamina D5 è una forma di vitamina D, chiamata sitocalciferolo.
È stata scoperta nel 1936 da W. Wunderlich. È biosintetizzato a partire dal 7-deidrositosterolo, e può essere ottenuto a partire dal β-sitosterolo.
Gli analoghi del calcitriolo (vitamina D3) sono stati proposti per l'uso come agenti antitumorali. Studi sulla vitamina D3 hanno dimostrato l'inibizione della proliferazione cellulare nel cancro alla prostata, ma alte dosi di vitamina D3 provocano ipercalcemia. Sono stati studiati anche gli effetti della vitamina D5 sul cancro alla prostata e, a differenza della vitamina D3, la vitamina D5 non causa ipercalcemia mentre inibisce la proliferazione delle cellule tumorali. L'analogo più studiato della vitamina D5 come agente antitumorale è l'1α-idrossivitamina D5.

## 1α-idrossivitamina D5
Il motivo per sviluppare l'1α-idrossivitamina D5 derivava dalla tendenza del calcitriolo, o 1,25 diidrossivitamina D3, un metabolita naturale prodotto nel rene, a causare ipercalcemia tossica nei pazienti quando somministrato a concentrazioni necessarie per interrompere il ciclo delle cellule tumorali della prostata e stimolarne l'apoptosi. E mentre l'integrazione con desametasone riduce l'ipercalcemia, bypassandola con un soppressore tumorale altrettanto efficace ridurrebbe i costi e lo stress del paziente. Pertanto, gli effetti terapeutici dell'1α-idrossivitamina D5 come potenziale agente antitumorale senza gli effetti collaterali del calcitriolo sono diventati oggetto di studio.
La 1α-idrossivitamina D5  è stata sintetizzata per la prima volta nel 1997 dai ricercatori del Dipartimento di Chimica dell'Università di Chicago, sotto l'egida di Robert M. Moriarty e Dragos Albinescu. Nel 2005, il gruppo aveva rivisto il suo metodo di sintesi per un procedimento più snello e con una resa maggiore. Comprendeva la conversione fotochimica del precursore 7-deidrositosterile acetato per contenere un sistema triene coniugato, un segno distintivo di questo analogo, seguito da fasi di idrossilazione, fotoisomerizzazione e deprotezione. La loro resa complessiva è stata del 48%.